# Angruenha
Angruenha (italià Angrogna, piemontès Angreugna) és un municipi italià, situat a la ciutat metropolitana de Torí, a la regió del Piemont. L'any 2007 tenia 777 habitants. Està situat a la Vall Pèlis, una de les Valls Occitanes. És un centre important de la religió valdesa. Limita amb els municipis de Bricherasio, Luserna San Giovanni, Perier, Praal, Praamòl, Prarustin, Sant German de Cluson, Torre Pellice i Villar Pellice.

## Administració
| Període | Identitat   | Partit        |
| ------- | ----------- | ------------- |
| 2004-   | Mario Malan | Llista cívica |